# Mészöly Géza (festő)
Sárbogárdi Mészöly Géza (Sárbogárd, 1844. május 18. – Jobbágyi, 1887. november 11.) magyar festő.

## Élete
Nemesi családban született. Apja, Mészöly Imre törvényszéki bíró, anyja Kenessey Juliánna volt. A sárbogárdi elemi iskola elvégzése után Hajdúszoboszlón végezte el a gimnázium alsó osztályait, majd a Debreceni Református Kollégiumban folytatta tanulmányait. Már diákkorában sokat rajzolt és festett. Tehetségét Kallós Kálmán, a debreceni rajztanára fedezte fel, s ő biztatta a művészi pályára. A gimnázium befejezése után szülei ösztönzésére a debreceni jogakadémián tanult, majd 1866-ban átiratkozott a pesti egyetemre.

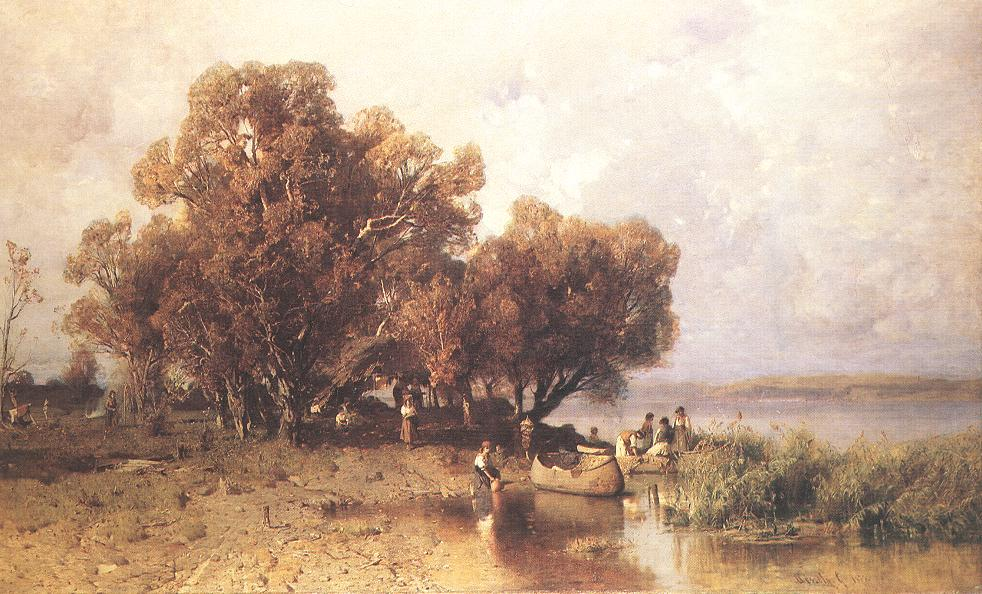
Balatoni halásztanya 1877

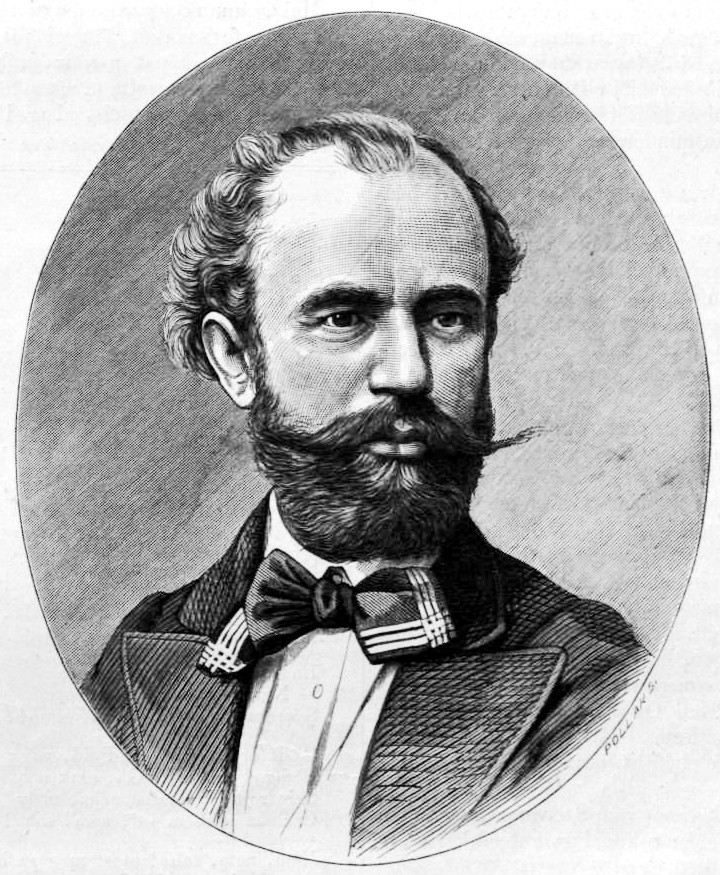
Mészöly Géza festőművész portréja. Pollák Zsigmond metszete

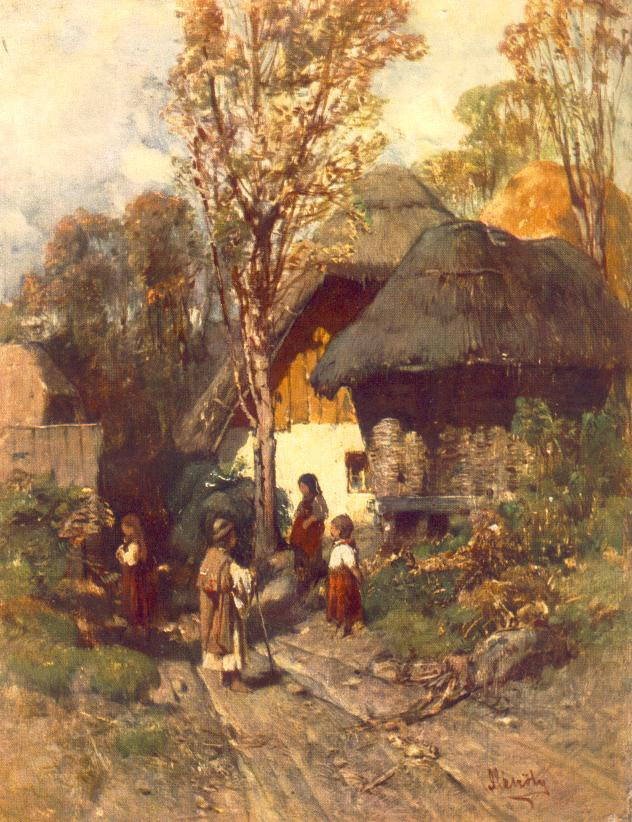
Faluvége 1877

Malonyai Dezső, a Művészet folyóiratban megjelent cikkében  részletesen leírja Mészöly Géza pályafutásának kezdetét.  Ligeti Antal, a képtár őre, 1867-ben felfigyelt egy fiatal fiúra, aki a múzeumban festők képeit másolgatta. Ligeti segítségével került ki Bécsbe, ahol az Akadémia növendéke lett, tanulmányait 1872-ben fejezte be. 1873-ban átköltözött Münchenbe, ahol saját műterme volt. 1882-ben Párizsban, majd 1885-től ismét Budapesten élt.
Mészöly Géza tájképfestő volt, akinek munkássága főleg a Balatonhoz köthető. Előszeretettel festette a tájat, az ott élő embereket, halászkunyhókat. Képeit nagy gonddal és aprólékos kidolgozással alkotta. Művészete nagy hatással volt a későbbi tájfestőkre.

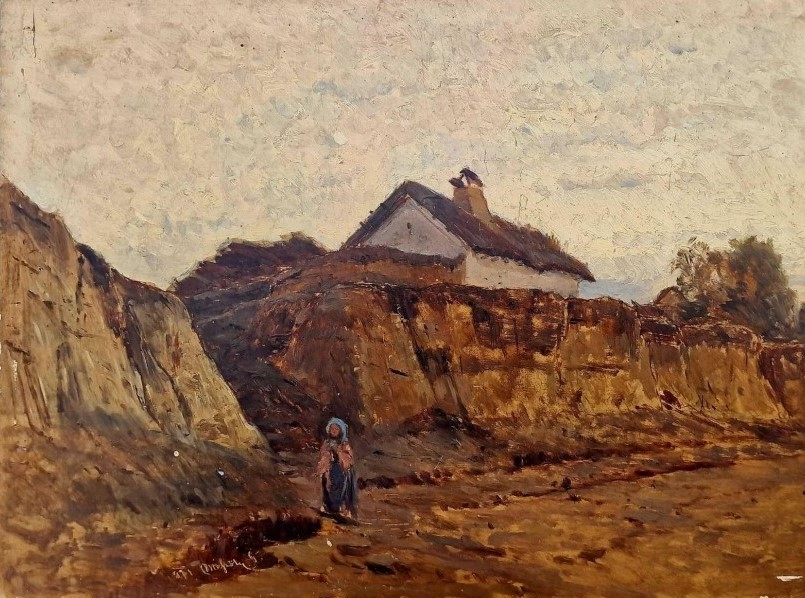
Faluvége löszfallal 1871

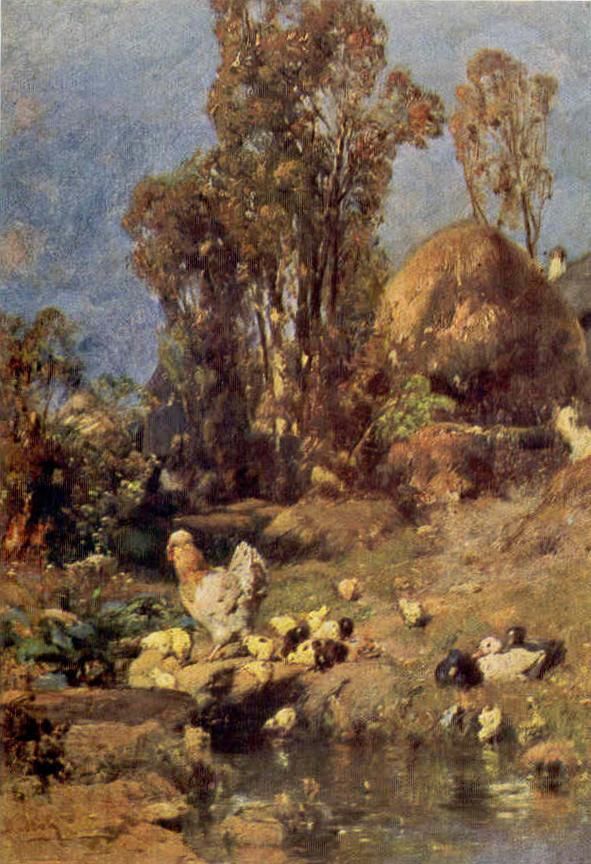
Patak partján 1877

Tavasztól őszig az országot járta, kitűnő vázlatokat rajzolt, amelyeket aztán műhelyében télen naturalista stílusban kidolgozott, vázlatai a plein air stílust előlegezik, a számos szabadban tett megfigyelés, élmény hangulata rávetül kész képeire is, ettől képei bensőséges hangulatúak.

## Művei (válogatás)

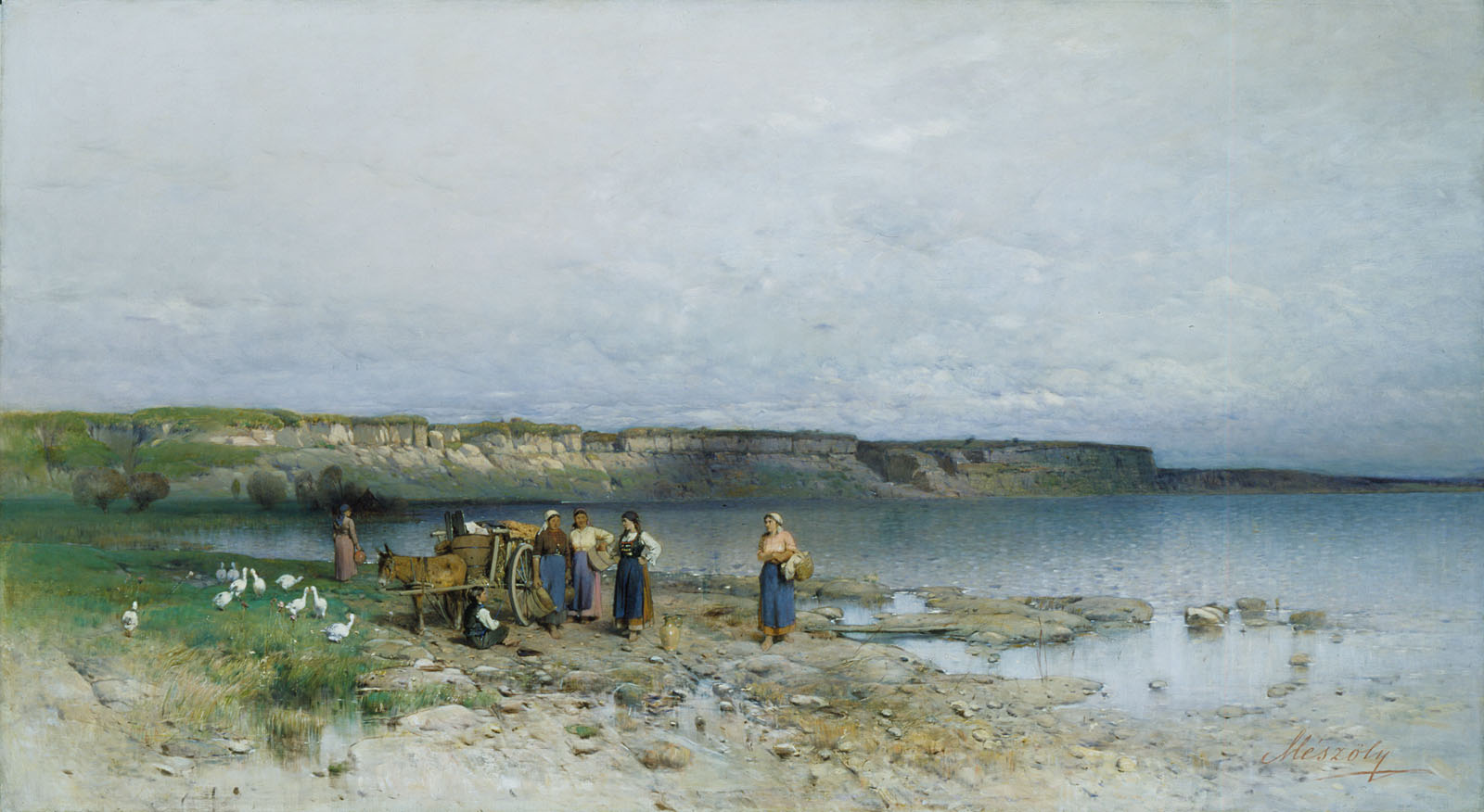
Akarattyai magaspart

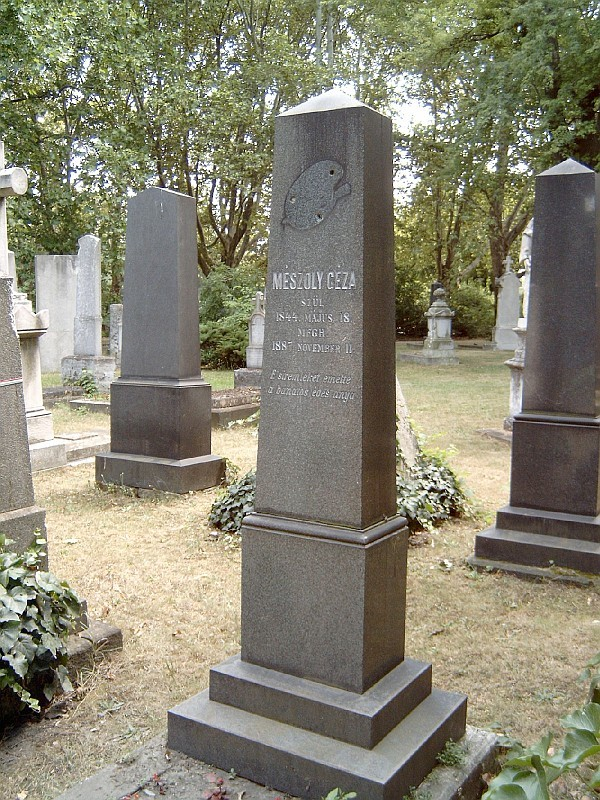
Mészöly Géza sírja Budapesten. Kerepesi temető: 34/1-1-15. Gerenday-cég kivitelezésében.

- Debrecen látképe (1870),
- Alföldi táj (1870),
- Balatoni halásztanya (1877),
- Sík vidék szénaboglyákkal,
- Tanya,
- Vadásztársaság,
- Birkanyáj,
- Lelőtt vadkacsa,
- Őszi nap a Balatonon,
- Balatonpart,
- Kakas,
- Chioggia,
- Szigetvár
- Faluvége löszfallal. (1871)

## Díjak (válogatás)
- 1872, Bécsi világkiállítás művészeti érem
- 1883, Képzőművészeti Társulat nagy díj
- 1883, Műcsarnok nagydíj

## Emlékezete
- Mészöly Géza-emlékmű, A balatonvilágosi Magasparton áll, a művész bronz arcképét ábrázolja, a strandfürdő közelében forrás viseli a nevét
- Balatonvilágoson utca őrzi nevét
- Balatonvilágoson iskola viseli nevét
- Balatonfüreden utca őrzi nevét
- Siófokon utca őrzi nevét
- Székesfehérvárott utca viseli a nevét
- Sárbogárdon iskola és utca viseli nevét